# Ваньян Андрій Львович
Андрій Львович Ваньян (нар. 1901, місто Баку, тепер Азербайджан — розстріляний 29 липня 1938, Москва) — радянський партійний і господарський діяч, відповідальний секретар Брянського окружного комітету ВКП(б), начальник Томської залізниці. Член ЦК КП(б)У в січні 1934 — січні 1937 р.

## Біографія
Здобув середню освіту.
Член РКП(б) з 1919 року.
У 1930 році — відповідальний секретар Бежецького районного комітету ВКП(б) Брянського округу.
У 1930 році — відповідальний секретар Брянського окружного комітету ВКП(б).
З 31 липня 1933 року — начальник політичного відділу Південної залізниці.
Потім — начальник політичного відділу Донецької залізниці.
До вересня 1937 року — начальник Томської залізниці у місті Новосибірську.
24 вересня 1937 року заарештований органами НКВС. Розстріляний 29 липня 1938 року. Посмертно реабілітований 30 липня 1955 року.